# Rostislav Klesla
Rostislav Klesla (* 21. März 1982 in Nový Jičín, Tschechoslowakei) ist ein ehemaliger tschechischer Eishockeyspieler, der im Verlauf seiner aktiven Karriere zwischen 1997 und 2016 unter anderem 677 Spiele für die Columbus Blue Jackets und Phoenix Coyotes in der National Hockey League auf der Position des Verteidigers bestritten hat.

## Karriere
Klesla spielte in seiner Jugend zunächst in seiner Heimat beim HC Nový Jičín, bevor er zu den Junioren des HC Slezan Opava ging. Im Sommer 1998, im Alter von 16 Jahren, wechselte der Verteidiger nach Nordamerika, wo er in der United States Hockey League bei den Sioux City Musketeers sowie in der Ontario Hockey League beim Brampton Battalion, das ihn beim CHL Import Draft 1999 als insgesamt vierten Spieler gezogen hatte, auflief. Während seiner Zeit in Brampton wurde er im NHL Entry Draft 2000 in der ersten Runde an vierter Position von den Columbus Blue Jackets ausgewählt und war somit der erste jemals von den Blue Jackets gedraftete Spieler.

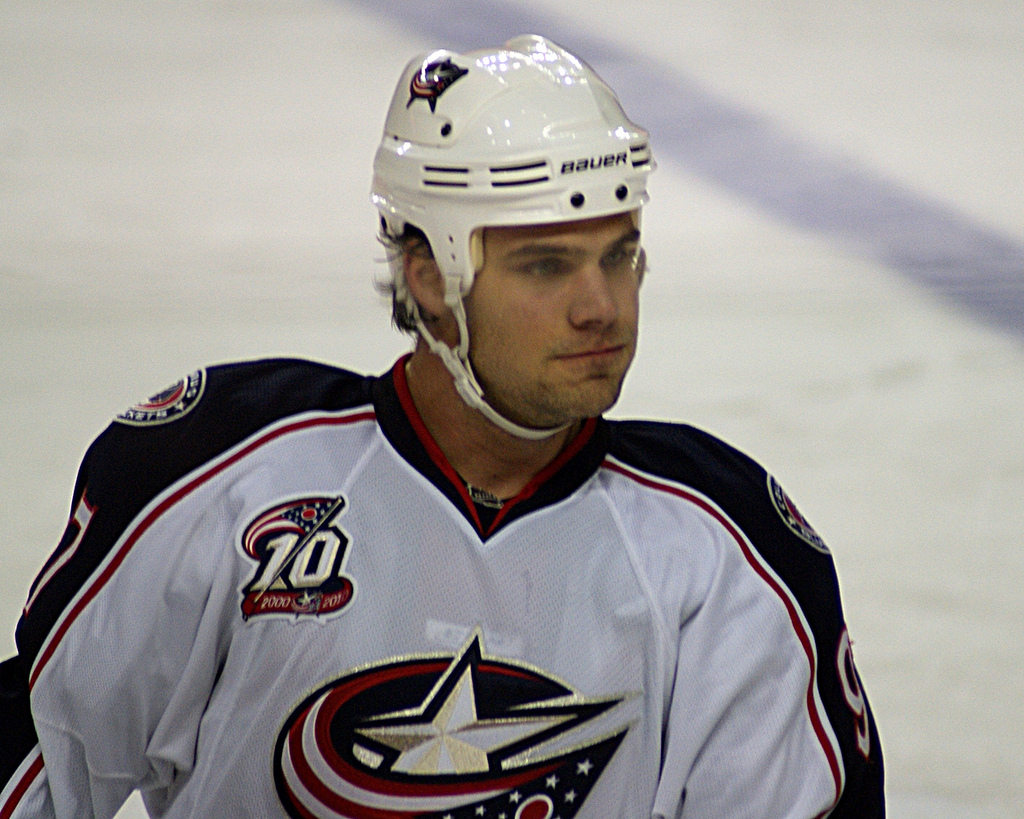
Rostislav Klesla im Trikot der Columbus Blue Jackets

Zu Beginn der Saison 2000/01 gab der gebürtige Tscheche bereits sein Debüt in der NHL, wurde aber nach Ende der ersten Spielmonats zurück in die OHL geschickt. Ab der Spielzeit 2001/02 gehörte er schließlich fest zum Kader des Teams aus dem US-Bundesstaat Ohio. Während des Lockouts der NHL-Saison 2004/05 spielte er bei den tschechischen Klubs Vsetínská hokejová und HC Nový Jicín sowie beim finnischen Verein HPK Hämeenlinna.
Zur Spielzeit 2005/06 kehrte der Tscheche zu den Blue Jackets zurück. Mitte April 2006 gab das Team bekannt, dass der Vertrag von Klesla vorzeitig um vier Jahre verlängert wurde. Am 23. September 2006 wurde Klesla nach einem Bodycheck in einem Vorbereitungsspiel gegen Tuomo Ruutu von den Chicago Blackhawks für zwei Spiele gesperrt. Ruutu verletzte sich am Knie so schwer, dass er lediglich 15 Spiele in der Saison 2005/06 bestreiten konnte. Nach dem Weggang von David Výborný aus Columbus im Sommer 2008 war Klesla der letzte verbliebene Spieler, der bei der Aufnahme der Blue Jackets in die NHL im Jahr 2000 bereits im Team stand. Am 28. Februar 2011 – kurz vor der Trade Deadline – tauschten ihn die Blue Jackets zusammen mit Dane Byers gegen Scottie Upshall und Sami Lepistö von den Phoenix Coyotes.
Bei den Coyotes verbrachte der Abwehrspieler zweieinhalb Jahre, ehe er im November 2013 setzten ihn die Coyotes auf den Waiver, um ihn anschließend an ihr AHL-Farmteam, die Portland Pirates, zu transferieren.
Am 4. März 2014 – erneut vor der Trade Deadline – wurde Klesla in einem Tauschgeschäft, das Martin Erat nach Phoenix brachte, an die Washington Capitals abgegeben. Diese transferierten ihn jedoch bereits am folgenden Tag gemeinsam mit Michal Neuvirth im Austausch für Jaroslav Halák und ein Drittrunden-Wahlrecht im NHL Entry Draft 2015 zu den Buffalo Sabres. Diesen beorderten ihn schließlich zu ihrem AHL-Farmteam Rochester Americans. Klesla entschied sich jedoch – ohne ein Spiel für Rochester absolviert zu haben – zu einer umgehenden Rückkehr nach Europa und gegen ein Engagement bei den Sabres. Im Juni 2014 wurde er vom HC Oceláři Třinec verpflichtet, für den er schon während des Lockouts 2012 aktiv gewesen war, und erreichte mit diesem im April 2015 die tschechische Vizemeisterschaft. Nach einer weiteren Spielzeit bei Třinec, in der er als Mannschaftskapitän fungierte, beendete Klesla im Sommer 2016 im Alter von 34 Jahren seine aktive Karriere.
Von 2017 bis 2021 war er Development Coach des HC Vítkovice.

### International
Mit der tschechischen Juniorenauswahl nahm Klesla an der U20-Weltmeisterschaft 2001 teil und gewann mit dem Team dort den Titel. Er selbst wurde zum besten Verteidiger und in das All-Star-Team des Turniers gewählt. Mit der Herrenmannschaft Tschechiens spielte er bei den Weltmeisterschaften 2002 und 2007.

## Erfolge und Auszeichnungen
| - 2000 Teilnahme am CHL Top Prospects Game - 2000 CHL Top Draft Prospect Award - 2000 OHL First All-Rookie-Team - 2000 CHL All-Rookie Team - 2001 OHL First All-Star Team | - 2002 Teilnahme am NHL YoungStars Game - 2002 NHL All-Rookie Team - 2003 Teilnahme am NHL YoungStars Game - 2015 Tschechischer Vizemeister mit dem HC Oceláři Třinec |

### International
- 2001 Goldmedaille bei der U20-Junioren-Weltmeisterschaft
- 2001 Bester Verteidiger der U20-Junioren-Weltmeisterschaft
- 2001 All-Star-Team der U20-Junioren-Weltmeisterschaft

## Karrierestatistik

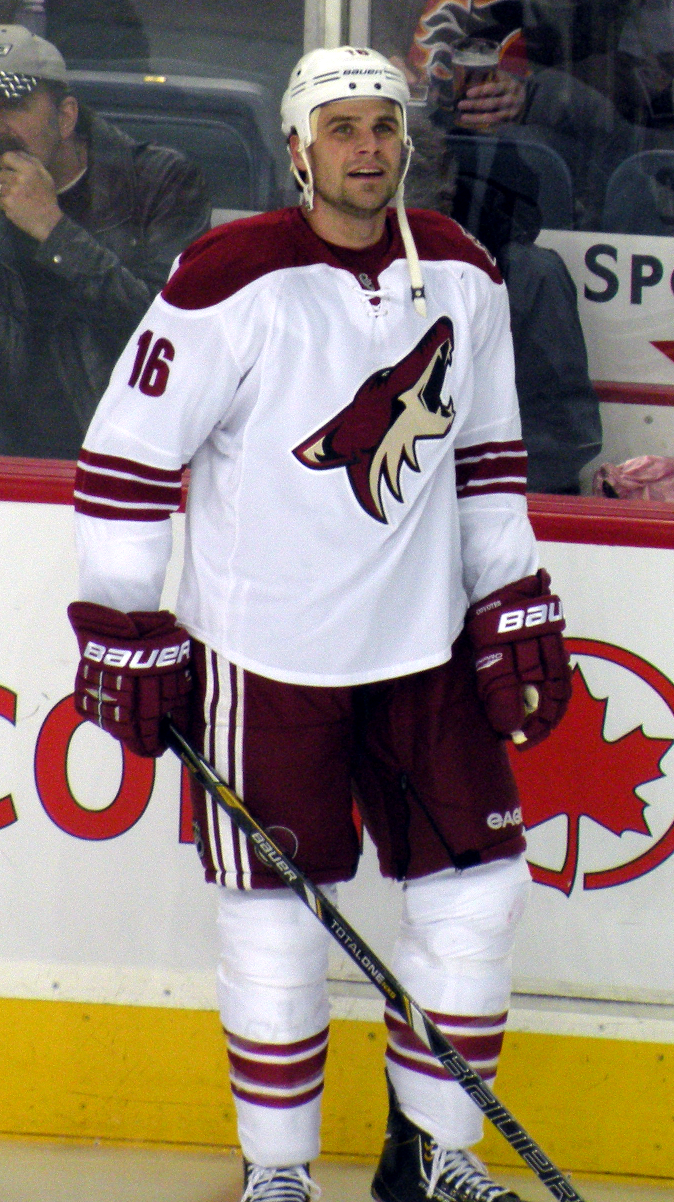
Klesla als Spieler der Phoenix Coyotes

### International
Vertrat Tschechien bei:
- U20-Junioren-Weltmeisterschaft 2001
- Weltmeisterschaft 2002
- Weltmeisterschaft 2007

(Legende zur Spielerstatistik: Sp oder GP = absolvierte Spiele; T oder G = erzielte Tore; V oder A = erzielte Assists; Pkt oder Pts = erzielte Scorerpunkte; SM oder PIM = erhaltene Strafminuten; +/− = Plus/Minus-Bilanz; PP = erzielte Überzahltore; SH = erzielte Unterzahltore; GW = erzielte Siegtore; 1 Play-downs/Relegation; Kursiv: Statistik nicht vollständig)